# Dominique Fillon
Dominique Fillon (Le Mans, 25 febbraio 1968) è un musicista francese di jazz e varietà.

## Biografia

### Famiglia ed educazione
Nato da un notaio, Michel Fillon, e da sua moglie, la storica Anne Fillon, è il fratello minore del politico François Fillon e di Pierre Fillon (presidente dell'Automobile Club de l'Ouest, associazione che organizza la 24 Ore di Le Mans). Dominique Fillon ha iniziato a suonare il pianoforte all'età di 11 anni e il rullante a 12. Dopo aver lasciato la scuola all'ultimo anno, prese lezioni di musica alla scuola di jazz di Le Mans e alla American School di Parigi.

### Carriera musicale
Dopo essere stato musicista nei club parigini, accompagnò per tre anni sul palco al pianoforte Bernard Lavilliers, poi per cinque anni Michel Fugain. Collabora anche con Sanseverino.
Nel 2007 , Dominique Fillon ha pubblicato il suo primo album intitolato Détours , poi nel 2010 , il suo secondo album Americas. È poi uscito As It Comes nel 2012 e Born in 68 nel 2014 sull'etichetta Cristal Records.

### Vita privata
Nell'agosto 2007 sposò Akémi Toyama-Mehlem, una violinista classica di undici anni più giovane di lui con cui ha avuta una figlia.

## Album
- 2007 – Détours
- 2010 – Americas
- 2012 – As It Comes
- 2020 – Awaiting Ship, di Dominique Fillon, Alex Boneham, Dan Schnelle (Klarthe)